# Magnitud fotográfica
La magnitud fotográfica se refiere al brillo de una estrella o de cualquier otro objeto medido con una placa fotográfica sensible al azul (ortocromática). Esta  magnitud está mal definida porque se están excluyendo diferentes cantidades de luz ultravioleta según el refractor o un reflector aluminizado que se use. Actualmente ésta magnitud es obsoleta se puede relacionar con la magnitud aparente sumando a la magnitud fotográfica la cantidad 0,11.
- Datos: Q1322559